# Куяштыр
Куяштыр (баш. Ҡуяштыр) — село в Аскинском сельсовете Аскинского района Республики Башкортостан России.

## География
Расстояние до:
- районного центра (Аскино): 7 км,
- ближайшей железнодорожной станции (Куеда): 117 км.

## Население
| 2002 | 2009 | 2010 |
| ---- | ---- | ---- |
| 358  | ↗361 | ↘322 |

Национальный состав
Согласно переписи 2002 года, преобладающие национальности — русские (61 %), башкиры (30 %).

## Религия
В селе есть православная церковь Троицы Живоначальной.